# Janusz Jarosz
Janusz Mieczysław Jarosz vel Jan Kania vel Kazimierz Gradowski, pseud.: Szermierz, Floret (ur. 13 września 1916 w Zakopanem, zm. 20 listopada 1993 w Phoenix w stanie Arizona) – polski inżynier rolnik, florecista, porucznik artylerii Wojska Polskiego, Polskich Sił Zbrojnych na Zachodzie i Armii Krajowej, cichociemny.

## Życiorys
Ukończywszy gimnazjum w Krakowie zdał maturę w 1933 roku, w 1939 roku ukończył studia na Wydziale Rolniczym Uniwersytetu Jagiellońskiego, uzyskując tytuł inżyniera rolnika. Był akademickim mistrzem Polski w szermierce.
We wrześniu 1939 roku nie został zmobilizowany. Zgłosił się ochotniczo do 10 Brygady Kawalerii Zmotoryzowanej. 18 września przekroczył granicę polsko-węgierską. Był internowany na Węgrzech. W listopadzie 1939 roku znalazł się we Francji, gdzie walczył w 4 Warszawskim pułku strzelców pieszych 2 Dywizji Strzelców Pieszych, następnie odbył szkolenie w Szkole Podchorążych Artylerii w Camp de Coëtquidan. Od czerwca 1940 roku przebywał w Wielkiej Brytanii, gdzie służył w 1 pułku artylerii ciężkiej.
Po przeszkoleniu w dywersji został zaprzysiężony 26 października 1942 roku w Oddziale VI Sztabu Naczelnego Wodza. Zrzutu dokonano w nocy z 14 na 15 marca 1943 roku w ramach operacji „Step”, którą dowodził kpt. naw. Stanisław Król. Po skoku otrzymał przydział do Obszaru Białystok AK. Został aresztowany przez Kriminalpolizei 29 kwietnia 1943 roku przy ul. 6 sierpnia w Warszawie. Był więziony na Pawiaku. W sierpniu 1943 roku został przewieziony do obozu koncentracyjnego Auschwitz-Birkenau; kolejnymi miejscami jego uwięzienia były KL Dachau i KL Buchenwald.
W 1945 roku przybył do Wielkiej Brytanii, gdzie się osiedlił. Następnie przeniósł się do Stanów Zjednoczonych, gdzie mieszkał do końca życia. Był mechanikiem, sprzedawcą i przedstawicielem producentów samochodów.

## Awanse
- podporucznik – 31 października 1942 roku, ze starszeństwem z dniem 1 grudnia 1942 roku
- porucznik – 11 sierpnia 1946 roku, ze starszeństwem z dniem 1 stycznia 1946 roku.

## Odznaczenia
- Krzyż Walecznych – czterokrotnie.

## Życie rodzinne
Był synem Jana Jarosza i Janiny z domu Haczewskiej. Jego stryjem był Rajmund Jarosz. Janusz Jarosz ożenił się w 1947 roku z Ewą Dworakowską (1917–1993). On i jego żona mieli czworo dzieci: Margot Jarosz (Schrap); Ewa Jarosz; Katrina Jarosz (Franklin) i Piotr Jarosz.